# Batalla de Anadan
La batalla de Anadan (en árabe: معركة عندان) fue un enfrentamiento armado de diez horas de duración entre el Ejército sirio y los rebeldes del llamado Ejército Libre Sirio, que se produjo cuando este último intentó invadir un importante puesto de control del ejército en la zona.

## Desarrollo
Al caer la tarde del 29 de julio, Rifaat Khali, el comandante local del ELS, movilizó a 150 de sus combatientes para tomar el estratégico puesto de control de la ciudad de Anadan, que une la ciudad de Aleppo, 5 km al sur, con la frontera turca, que el ELS utilizó como fuente de suministros.
Un grupo de 50 rebeldes rodearon y asaltaron el puesto de control. Asediados, los soldados pidieron ataques de artillería desde las baterías apostadas en la ciudad de Alepo, cuyos proyectiles impactaron los alrededores del puesto de control y localidades cercanas en las que se encontraban rebeldes, en un intento fallido por desalojarlos. Tres horas después de iniciado el ataque, un helicóptero leal sobrevoló el área, pero tuvo poco efecto en la batalla. La falta de refuerzos gubernamentales condujo a la especulación de que el ejército sirio estaba bajo una significativa presión militar en otras áreas de Alepo.
Los rebeldes contaron con un vehículo de combate de infantería BMP-2, que realizó al menos 70 disparos sobre el puesto de control. Tras de diez horas de combate, algunos de los soldados leales lograron de escapar y huir. Al menos seis de ellos fueron asesinados y capturaron a otros 25. Asimismo, las bajas rebeldes eran de cuatro muertos, más un número indeterminado de heridos.

## Consecuencias
Tras hacerse con el puesto de control, el ELS se hizo con grandes cantidades de municiones, dejadas atrás por las fuerzas leales. Durante los combates, también fueron capturados ocho tanques, de los cuales siete todavía estaban operativos; se pensó utilizar estos últimos en la batalla de Aleppo. Algunos de los tanques capturados fueron desplegados hacia el norte, en Azaz, donde fueron utilizados para apoyar un ataque contra una base aérea en manos del gobierno. Sin embargo, los rebeldes desistieron de su ataque sobre la base aérea un día después, al no poder capturarla.